# Archäologisches Nationalmuseum Parma
Das Archäologische Nationalmuseum Parma (italienisch Museo archeologico nazionale di Parma) wurde 1760 als Ducale Museo d’antichità in Parma gegründet und ist damit eine der ältesten archäologischen Sammlungen der Welt.

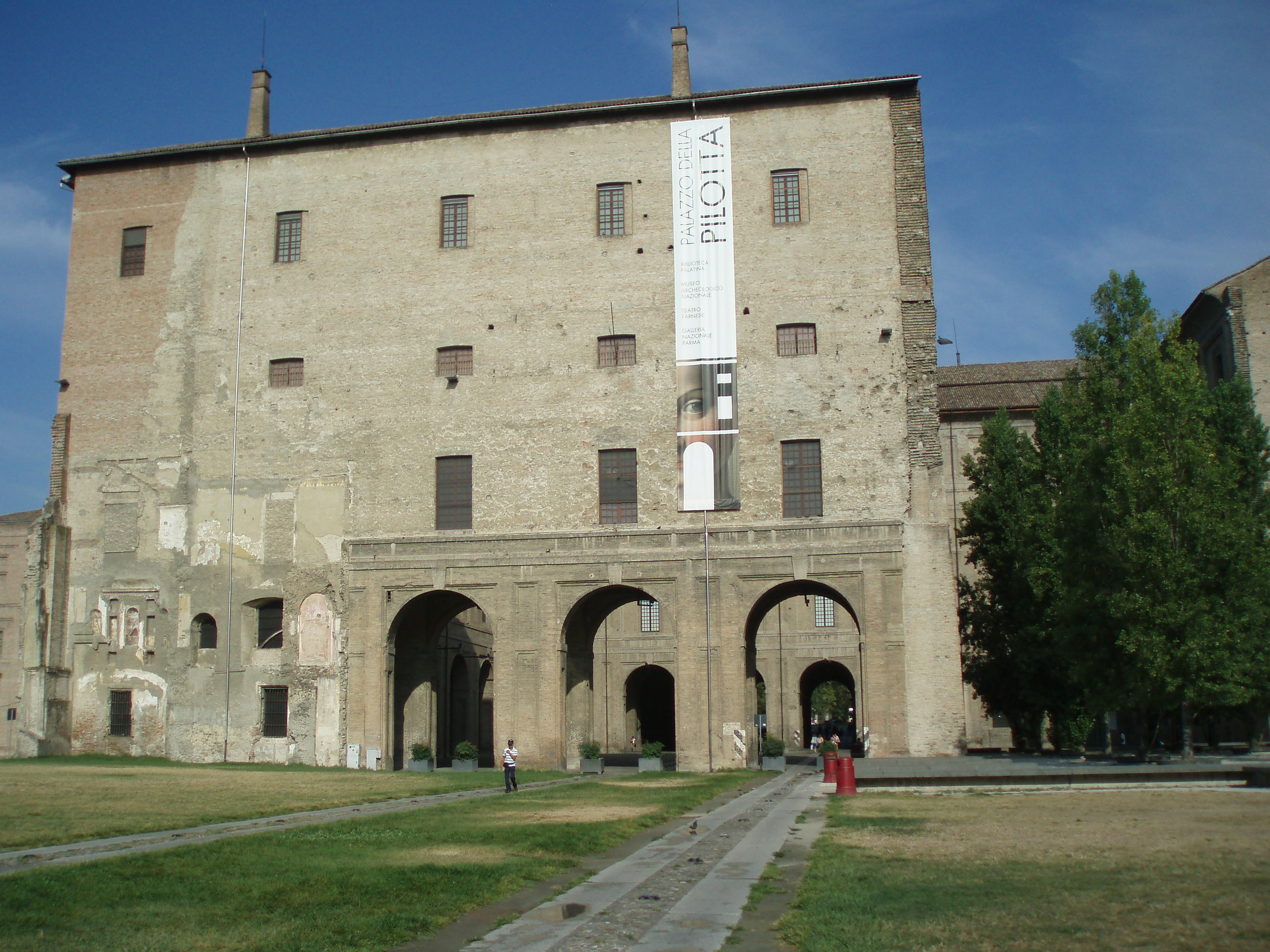
Palazzo della Pilotta

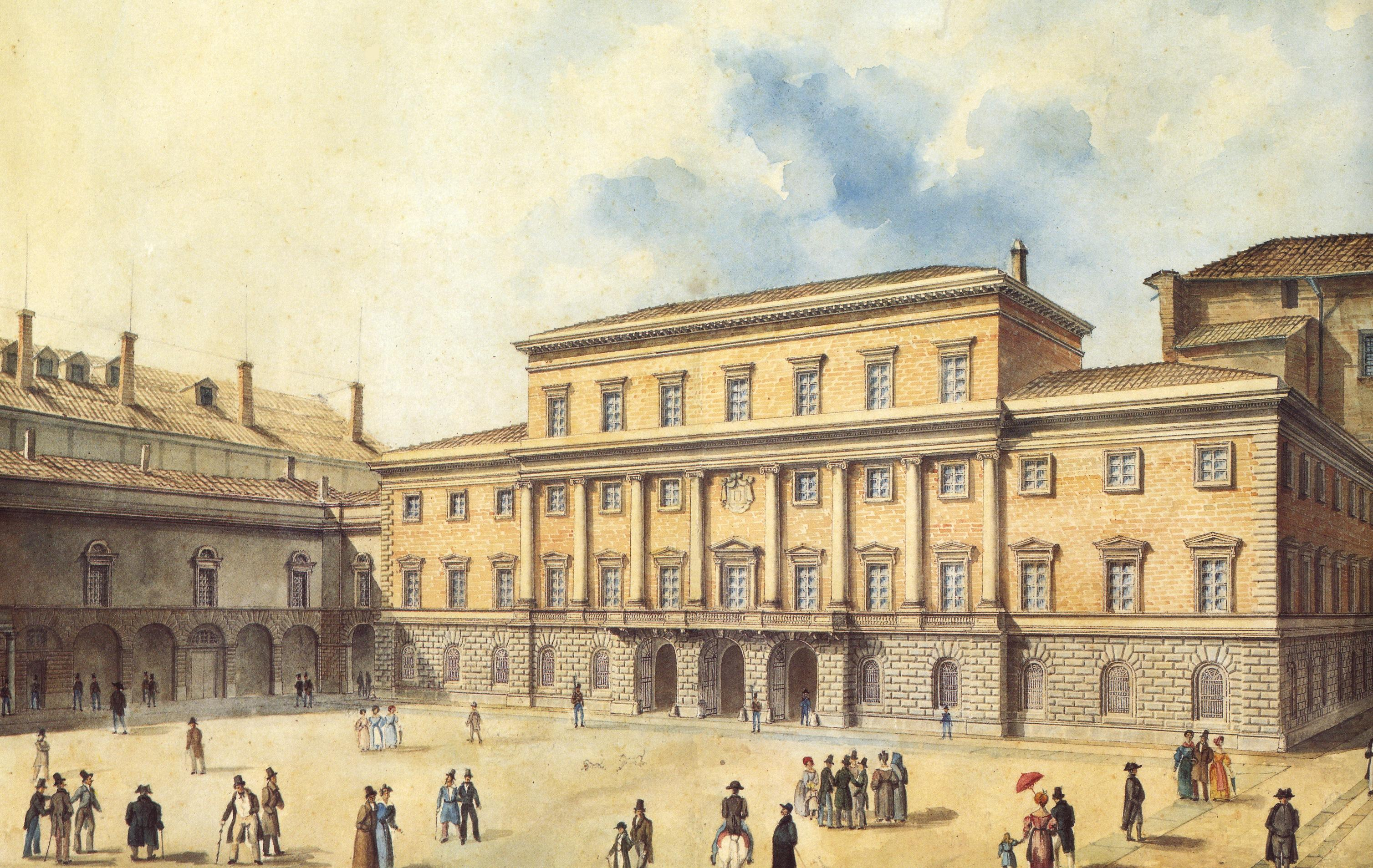
Der am 13. Mai 1944 durch einen Bombenangriff der Amerikanischen Luftwaffe getroffene und später abgerissene Gebäudeteil des Palazzo Ducale e Pilotta; Aquarell von Giacomo Giacopelli, um 1835

## Geschichte
Gegründet durch Filippo di Borbone angesichts der Grabungen im römischen Veleia nahm das Haus in der Residenzstadt des Herzogtums Parma ab Mitte des 19. Jahrhunderts den Südwestflügel des Palazzo della Pilotta ein. Dieser barg bereits die Münzsammlung der Farnese, der Herzöge von Parma. Zunächst nahm das Haus die Tabula Alimentaria traianea auf, eine Bronzetafel von 1,38 × 2,86 m, die 1747 in Veleia entdeckt worden war, sowie Lex de Gallia Cisalpina. Auch Funde aus dem auf Betreiben einer Gesellschaft aus Parma ausgegrabenen Luceria bei Ciano d’Enza wurden im Herzoglichen Museum deponiert.
Von diesen Funden beanspruchte Napoleon ab 1803 die wertvollsten Stücke und ließ sie nach Paris transportieren, von wo sie erst nach dem Wiener Kongress zurückkehrten. Darunter befanden sich aus der Sammlung Farnese Skulpturen vom römischen Palatin. Auf Initiative der Herzogin Maria Luigia (1815–1847) bezog das Museum, zusammen mit den Farnese-Stücken, dazu griechischen, etruskischen, ägyptischen und italischen Funden und der Münzsammlung seinen neuen Sitz im Pilotta-Palast. 1866 wurden schließlich die in der Accademia befindlichen Statuen aus der Basilica di Veleia in das Museum transferiert. Unter Leitung von Luigi Pigorini und Pellegrino Strobel etablierte sich auf dieser Grundlage eine der wichtigsten archäologischen Sammlungen des Landes. Leiter des Hauses bis 1867 war Michele Lopez. Neben ihm trat Herzog Stefano Sanvitale, Sohn des Herzogspaars Alessandro und Costanza Scotti, der 1787 Prinzessin Luigia Gonzaga heiratete, ab 1806 Podestà von Parma, als leidenschaftlicher Sammler auf. So kam innerhalb eines Vierteljahrhunderts die heutige Ägyptensammlung zustande, deren erste Stücke Skarabäen-Siegel waren, die Pietro Gennari 1828 an das Museum verkauft hatte. Lopez erwarb vor allem in den Jahren 1830 bis 1832 den Kern der Ägyptensammlung, indem er über 40 Exponate kaufte. Seit dem Ende des 19. Jahrhunderts kamen keine ägyptischen Fundstücke mehr hinzu. Nachdem 1876 Giovanni Mariotti die Grabungen in Veleia wieder aufgenommen hatte, kamen weitere Fundstücke in das Museum.
2009 überließ die Fondazione Cariparma nach einem Vertrag mit dem Ministero per i Beni e le Attività Culturali dem Haus eine Sammlung von 429 ägyptischen Skarabäen-Siegeln, deren älteste um 2100 v. Chr. entstanden; die jüngsten stammen aus der Spätzeit (im Kern aus der Zeit um 728–525 v. Chr.).
Das heutige Museum geht auf eine Umstrukturierung im Jahr 1965 zurück. In dem Gebäude, das den Flügel der Cavallerizza ersetzen soll, der im Zweiten Weltkrieg zerstört wurde, sollten neue Ausstellungsräume, aber auch Technik und didaktische Mittel untergebracht werden.

## Struktur
Im Erdgeschoss befinden sich Exponate der Urgeschichte, der Bronze- und Eisenzeit, der römischen Epoche, insbesondere der Funde aus Parma, Luceria, Castione Marchesi. Im ersten Stock werden die Trajanstafel, die ägyptischen Stücke, Statuen aus Veleia, Keramik, Medaillen und Münzen sowie christliche Antiquitäten ausgestellt, dazu die Marmorarbeiten aus den Sammlungen Gonzaga und Farnese.